# Áreas protegidas de Malí

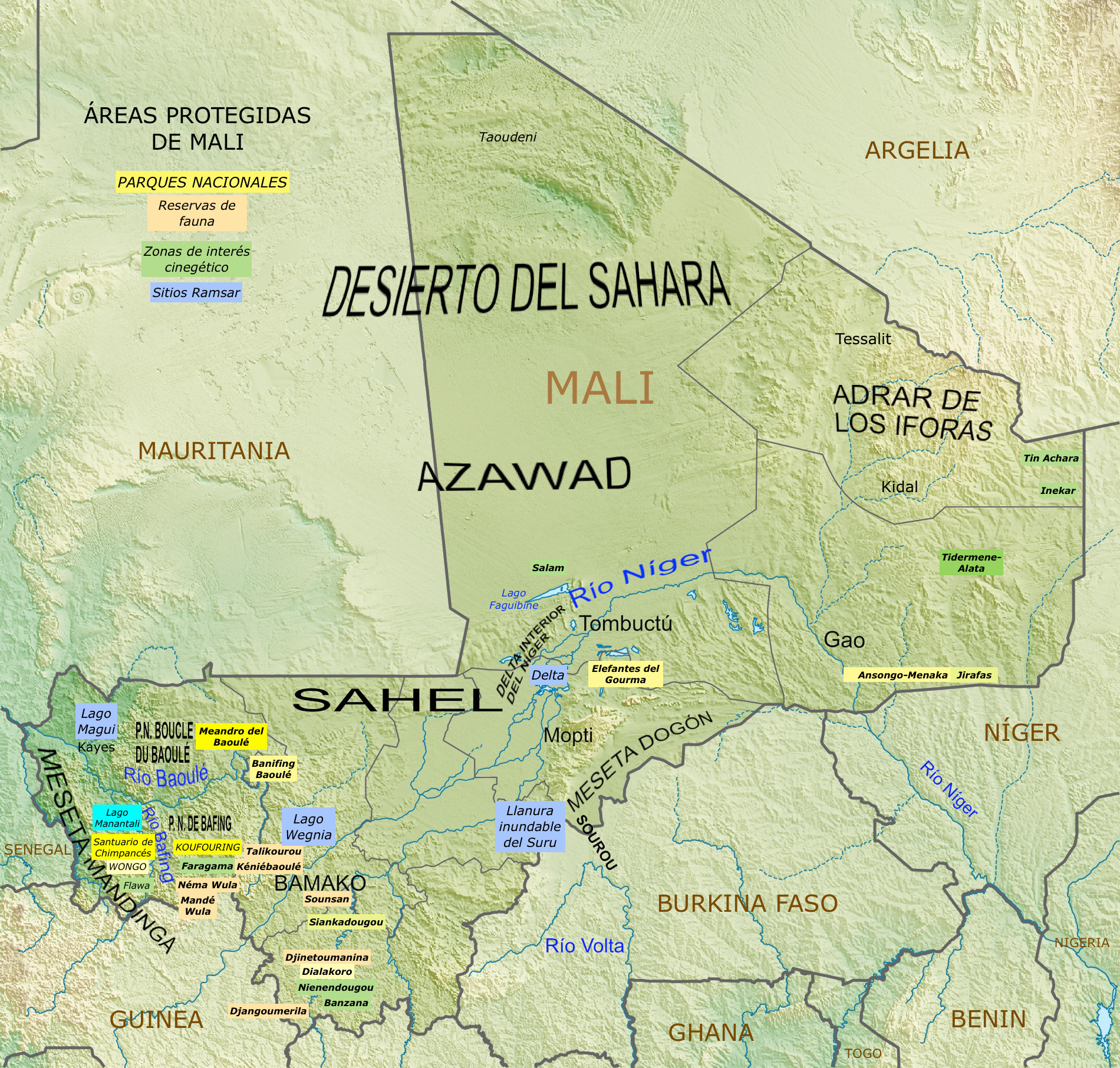
Áreas protegidas de Mali

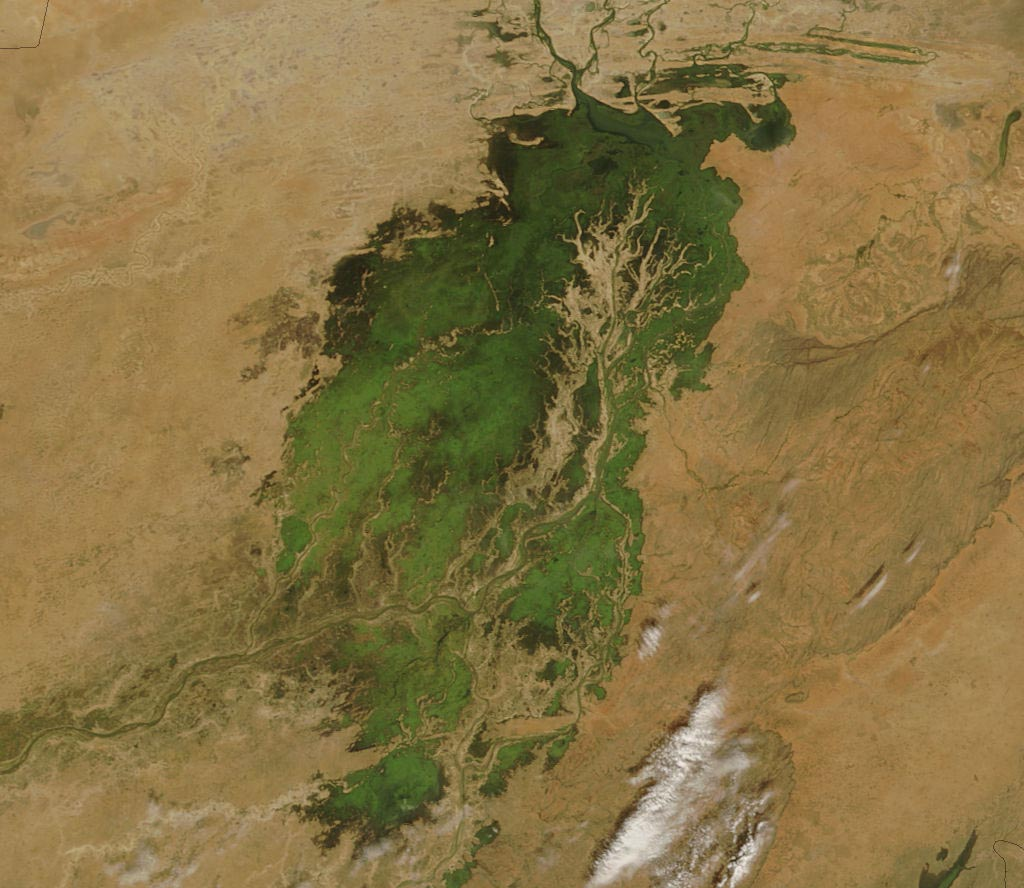
Delta interior del Níger, en Malí

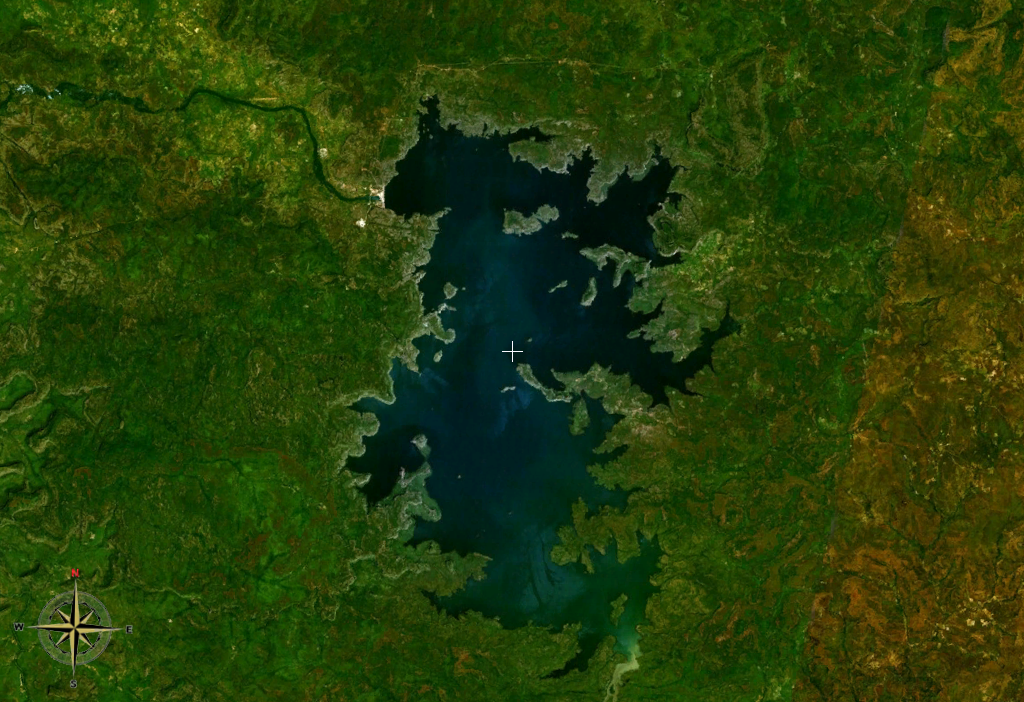
Lago Manantali, en el sudoeste de Mali, en el entorno del Parque nacional de Bafing. Al oeste se encuentra el santuario de chimpancés de Bafing, en una zona boscosa.

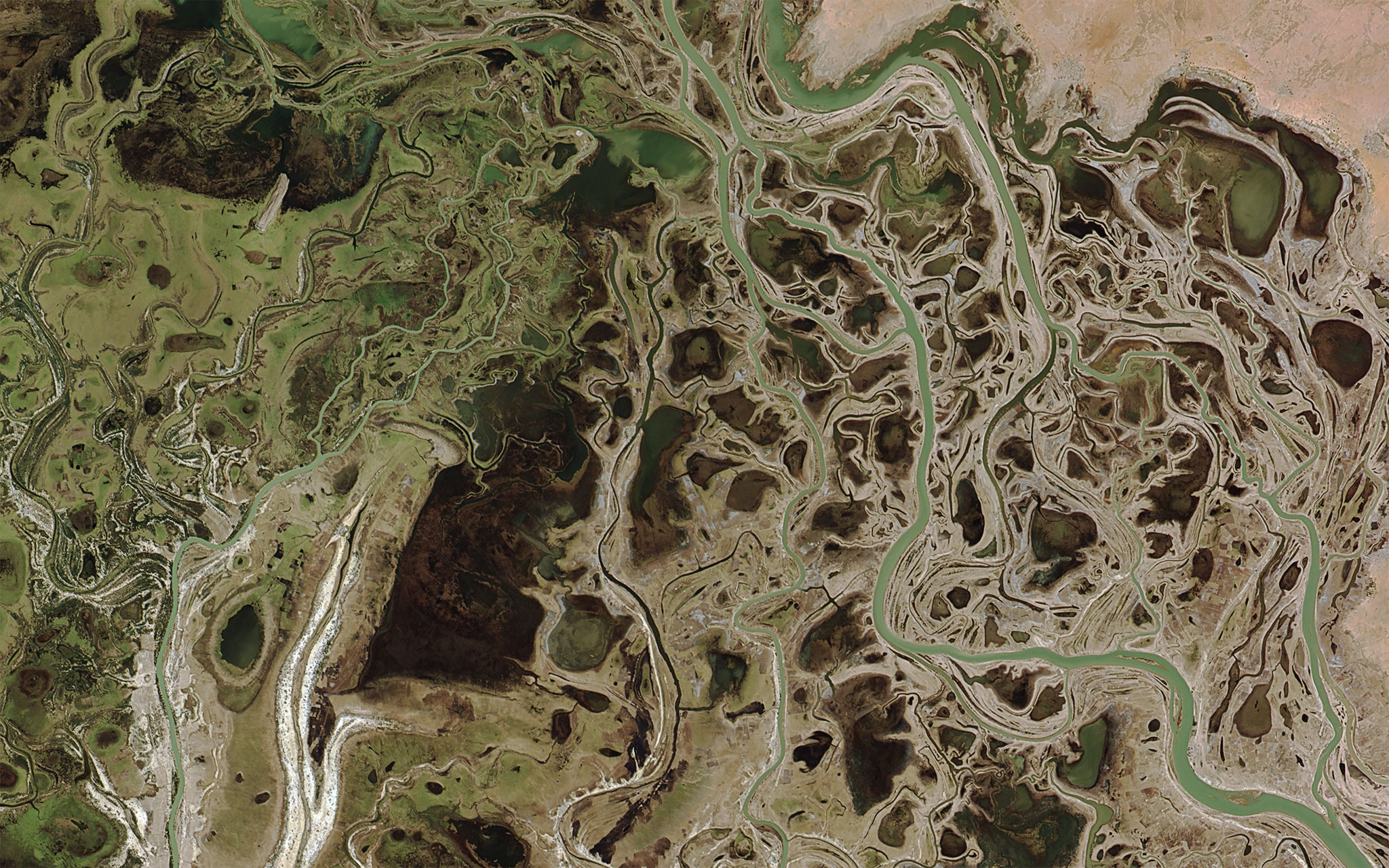
Río Níger al norte de Mopti, donde forma el delta interior del Níger

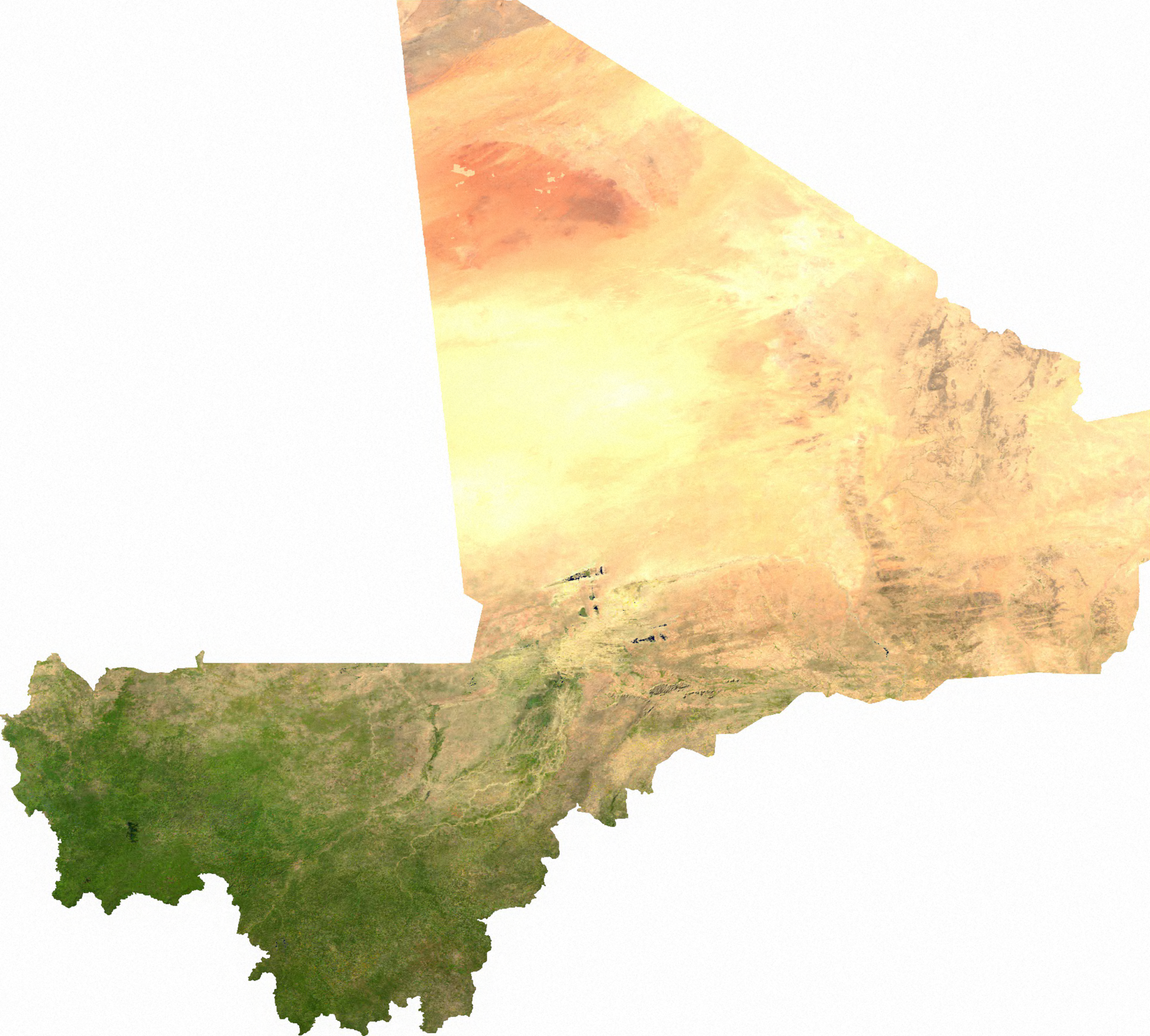
Vista de satélite de Mali

Según la IUCN, en Malí hay 30 áreas protegidas que comprenden 103.445 km², el 8,23% del total de 1.256.684 km² del país. En este conjunto hay 2 parques nacionales, 1 santuario de chimpancés (Parc du Bafing Makana), 8 áreas de caza, 4 reservas de fauna parciales y 9 reservas de fauna totales. A esto hay que añadir 1 reserva de la biosfera (Baoulé), un sitio patrimonio de la Humanidad (los acantilados de Bandiagara) y 4 sitios Ramsar.
En el propio Malí consideran el Boucle (bucle o meandro) de Baulé como parque nacional, aunque está formado por varias entidades, los parques de Badinko, Fina y Kongossambugu, más una zona tampón de transición de 19.670 km², y está considerado por la Unesco como reserva de la biosfera. Al oeste de este parque, también se le da el título de parque nacional a la Reserva de la biosfera de Bafing Makana, que comprende varias reservas, incluidos los parques nacionales de Kurufing y Wongo y el santuario de chimpancés de Bafing, más una serie de zonas de protección que ampliarían su extensión desde los 1765 km² hasta los 3326 km².

## Parques nacionales y reservas de la biosfera
- Parque nacional de Wongo, 536 km²
- Parque nacional de Kurufing (Kouroufing), 558 km²

- Reserva de la biosfera de Bafing Makana. Incluye los parques nacionales de Wongo (536 km²) y Kurufing (558 km²), y el santuario de chimancés de Bafing (672 km²). Esta reserva se convierte en el Área transfronteriza de Bafing-Famélé, compartida con Guinea (1.400 km², mientras que Mali posee 2.500 km²), con la adición de las reservas naturales (o de fauna), situadas al sur, de Mandé Wula (355 km²) y Nema Wula (154 km²), y los ZIC (Zonas de interés cinegético) de Flawa (739 km², al norte) y Gadugu (Gadougou, 322 km²)), que amplían la zona protegida hasta los 3.326 km². La reserva está formada por una sucesión de mesetas separadas por cuencas y corazas u horizontes endurecidos, a veces, por bauxita. La vegetación consiste en sabana (herbácea, arbustiva, con árboles) por una parte, y bosques secos (abiertos, de galería, bosquecillos sagrados), por otra. En el norte, fueron notorios sobre la fauna los efectos de la construcción del embalse de Manantali (500 km²), que inundó 200 km² de bosque y desplazó chimpancés, babuinos, monos rojos, cercopitecos, facoceros, chacales, gatos salvajes, algunos elands y leones, etc. En el sur, con menos animales, abundan los babuinos y hay facoceros, puerco espínes, antílopes y algunos búfalos. Hay unos cien mil habitantes de las etnias mandinga, fulani y jalonké.

- Reserva de la biosfera de la UNESCO del meandro del Baulé,[4] 9180 km², más una zona de protección que la amplía hasta más de 25.330 km². A 200 km al noroeste de Bamako, en Malí Occidental. También se denomina Parque nacional Boucle du Baoulé. Está formada por tres bloques separados por corredores de 20 a 30 km de anchura para facilitar el paso de la trashumancia y el pastoreo de los residentes. Al norte, el bloque de Kongosambougou, de 2.351 km², comprende la reserva del mismo nombre y la parte oriental del antiguo parque nacional, limitada por el río Filikiba. Al sudeste, el bloque de Fina, con 1.049 km², comprende la reserva del mismo nombre, y, al sudoeste, el bloque Badinko, con 1.930 km². La zona tampón comprende 1.773 km² y la de transición 17.896 km², con cerca de 300 aldeas y poblados y más de 290.000 habitantes. Posee paisajes muy diversificados, con un relieve accidentado formado por mesetas de arenisca (la llamada meseta mandinga)[5] cubiertas de cuatro tipos de vegetación: sabanas arbustivas, arboladas, boscosas y con bosques de galería, con los ríos Baoulé y Badinko como fuente de agua. Se encuentran los antílopes oribí y duiker común, el facocero, el puerco espín, el chacal y diversos primates, como el mono rojo, el cercopiteco verde y el babuino de Anubis o papión oliva. El bloque Badinko, ondulado, es el mejor preservado, con suelos arcillosos ricos y una buena cubierta herbácea donde pastan el antílope jeroglífico y el duiker de flancos rojos en las orillas arboladas del río Badinko, donde hay hipopótamos y cocodrilos. El bloque de Fina, donde hay numerosas aldeas, es el más húmedo, con bosques de galería, algunas reliquias de bosque guineano, palmerales del género Borassus, karité y otras especies tropicales como Isoberlinia doka y Daniellia oliveri. El bloque Kongossambougou es el más seco, con acantilados arbolados y valles boscosos, sabana de combretáceas y aves como la pintada común, el francolín y el cálao terrestre norteño, y mamíferos como la gacela de frente roja, el león, la hiena, la civeta y la gineta.

- Santuario de Chimpancés de Bafing, 672 km². Creado en 2002, al oeste del lago Manantali, en la cuenca del río Bafing, afluente del Senegal, para proteger la reserva más septentrional de África de chimpancé occidental. Posee un estatus especial por el que se permite la existencia de aldeas en el seno del santuario.

## Reservas de fauna parciales
- Siankadougou, 60 km²

- Reserva parcial de elefantes de Gourma, 12.500 km². La zona conocida como Gourma, en Mali, se extiende sobre 83.000 km² al este de Mali, entre el río Níger, al norte, y la frontera con Burkina Faso, donde se hallan las colinas y acantilados de los dogón, entre las regiones de Mopti, Tombuctú y Gao. Está formada por grandes formaciones rocosas, dunas, llanuras, humedales y lagos. Es una zona de pastoreo y trashumancia, y contiene restos arqueológicos. En la reserva de los elefantes, viven unos 350 ejemplares, una población reliquia que vive en las zonas más áridas del Sahel, al norte del país, en compañía de los rebaños de vacas, cabras y ovejas de los pastores.[6] También se encuentran la gacela común, la gacela de frente roja, algunos simios, como el mono rojo, hienas, chacales, servales, damanes roqueros y gatos salvajes.
- Reserva parcial de jirafas de Ansongo-Ménaka, 17.500 km². Creada el sur de la región de Gao, en la zona fronteriza con Níger, en 1950, para proteger a las jirafas, que han desaparecido completamente. Hay hipopótamos y cocodrilos en el río Níger, que cruza la reserva. El paisaje está formado por grandes llanuras rodeadas de mesetas diseccionadas, con una vegetación saheliana. Hay chacales, gacelas, féneces (zorros del desierto), gatos de las arenas, etc.

- Baninfing Baoulé, 130 km²

## Reservas de fauna totales
- Sounsan, 370 km². Se creó como reserva integral en 1959 y hoy los bosques están bordeados de campos de algodón. Está separada de la reserva de Banifing Bolué por el río Banifing. En 1991 había monos rojos y verdes, puerco espín, facoceros, ginetas, y en 2002 apareció un pequeño grupo de elefantes procedente de Costa de Marfil o Guinea.
- Talikourou, 130 km²
- Mandé Wula, 390 km²
- Kéniébaoulé, 675 km²
- Néma Wula, 447 km²
- Nienendougou, 406 km². Adyacente a la ZIT del mismo nombre, está formada por sabana sudanesa y bosques de galería. Hay cobos, hipopótamos y antílopes ruanos.
- Djinetoumanina, 161 km²
- Djangoumerila, 576 km²
- Dialakoro, 299 km²

## Zonas de interés cinegético
- Tidermene-Alata, 3124 km²
- Flawa, 739 km²
- Salam (Azaouad Noroeste), 12.160 km²
- Faragama, 327 km²
- Tin Achara, 286 km²
- Banzana, 444 km²
- Nienendougou, 504 km²
- Inekar, 1806 km²

## Sitios Ramsar
- Llanura inundable del Sourou o Suru,[7] 565 km², 13°38′N 03°20′W. La llanura inundable del Sourou forma parte de la cuenca del Volta Negro que atraviesa Burkina Faso de norte a sur. Se halla en la región de Mopti, en la prolongación del gran meandro que forma el Volta Negro a lo largo del valle de Suru cuando cambia de dirección. Esta gran zona inundable formada por pequeños lagos permanentes y corrientes de agua acoge especies de peces en declive en el delta interior del río Níger, como el Heterotis niloticus, una especie rara de Arapaima, el bichir de Senegal y el pez navaja africano o aba aba. Entre las aves destacan el gansito africano y la garza imperial. También se encuentran el hipopótamo común y el elefante africano de sabana. En el valle de Sorou se practican el cultivo de arroz, la pesca y la recogida de madera.[8]

- A principios del 2019, Burkina Faso y Malí declararon el valle del Suru (Vallée du Sourou en francés, Sourou Valley en inglés) como sitio Ramsar transfronterizo, con una extensión de 770 km², incluyendo la llanura inundable del Suru, en Malí, con 211 km², y el valle del Suru, en Burkina, de 565 km², ambos sitios Ramsar.[9]

- Delta interior del Níger,[10] 41.195 km², 15°12′N 04°06′W. Vasta llanura de inundación en el Sahel, con ecosistemas variados, lagos, bosques y herbazales inundables y sabana. Es el humedal más grande del África Occidental y el segundo de África después del delta del Okavango. Hay más de 350 especies de aves migratorias, de las que hay identificadas 103 aves acuáticas. Cada año, más de 1 millón de aves llegan desde más de 80 países a este delta. Alberga reptiles como la pitón de Seba, el varano del Nilo, cobras y víboras. También hay hipopótamos y manatíes. Hay más de 138 especies de peces, de las que 24 son endémicas. Un millón de personas de una gran diversidad étnica viven de este ecosistema, con una rica historia de imperios entre los siglos VIII y XVI. Hay tres lugares Ramsar destacables: el sitio de Walado (1.031 km²), formado por llanuras inundables que en la época seca acogen más de cien mil cabezas de ganado, y visitada por las aves a partir de febrero-marzo, cuando solo quedan unos 45 km² de agua al este del lago Debo; la llanura de Seri (400 km²), humedales alimentados por el río Diaka, dominada por plantas del género Oryza y visitada por la grulla coronada, y el lago Horo (189 km²), con las aguas cubiertas por totora.[11]

- Lago Magui,[12] 247 km², 14°44′N 11°04′W. Noroeste de la parte sudoccidental de Malí. Se encuentra en el río Kolinbiné, que nace en el sur de Mauritania y atraviesa una parte de Malí para desembocar en el río Senegal. Posee lagos permanentes y padece súbitas crecidas que mantienen una rica biodiversidad de pequeños mamíferos, reptiles, peces y aves acuáticas, con 95 especies migratorias identificadas, entre ellas la cerceta carretona, el ánade rabudo, el morito común y la garza imperial.

- Lago Wegnia,[13] 3.900 ha, 13°17′N 08°07′W. Parte sudoccidental de Malí, unos 100 km al norte de Bamako, al este del Parque nacional Bucle de Baulé. La vegetación corresponde a la sabana sudanesa occidental, que incluye el árbol de karité, pequeños mamíferos y peces, 2750 especies identificadas de plantas, con varias endémicas, el cocodrilo del Nilo y diversas aves acuáticas como el ganso espolonado, la cigüeña de Abdim y la garza real. El lago sirve para alimentar los cercanos humedales de la Reserva de la biosfera del meandro de Baulé. Amenazado por la explotación forestal, la sobrepesca y las técnicas agrícolas.